# Joseph T. Johnson
Joseph Travis Johnson (* 28. Februar 1858 in Brewerton, Laurens County, South Carolina; † 8. Mai 1919 in Spartanburg, South Carolina) war ein US-amerikanischer Politiker. Zwischen 1901 und 1915 vertrat er den Bundesstaat South Carolina im US-Repräsentantenhaus.

## Leben
Joseph Johnson besuchte die öffentlichen Schulen seiner Heimat und danach das Erskine College in Due West. Anschließend unterrichtete er selbst für einige Jahre als Lehrer. Nach einem anschließenden Jurastudium und seiner im Jahr 1883 erfolgten Zulassung als Rechtsanwalt begann er in Laurens und später in Spartansburg in seinem neuen Beruf zu arbeiten.
Politisch wurde Johnson Mitglied der Demokratischen Partei. Bei den Kongresswahlen des Jahres 1900 wurde er im vierten Wahlbezirk von South Carolina in das US-Repräsentantenhaus in Washington, D.C. gewählt, wo er am 4. März 1901 die Nachfolge von Stanyarne Wilson antrat. Bei den folgenden sieben Kongresswahlen wurde er jeweils bestätigt. Damit konnte er bis zu seinem Rücktritt am 19. April 1915 im Kongress verbleiben. In dieser Zeit wurden der 16. und der 17. Verfassungszusatz beraten und verabschiedet. Dabei ging es um die bundesweite Einkommensteuer und die Direktwahl der US-Senatoren.
Johnson legte sein Mandat nieder, nachdem er zum Richter am Bundesbezirksgericht für den westlichen Distrikt von South Carolina ernannt worden war. Dieses Amt bekleidete er bis zu seinem Tod am 8. Mai 1919.